# Acaronia vultuosa
Acaronia vultuosa är en fiskart som beskrevs av Kullander, 1989. Acaronia vultuosa ingår i släktet Acaronia och familjen Cichlidae. Inga underarter finns listade i Catalogue of Life.